# Lire Lolita à Téhéran
Lire Lolita à Téhéran est un livre autobiographique de l'auteure et professeure de littérature iranienne Azar Nafisi. Publié en 2003 en anglais, il reste sur la liste des best-sellers du New York Times pendant plus de cent semaines et est traduit en 32 langues,.

## Résumé

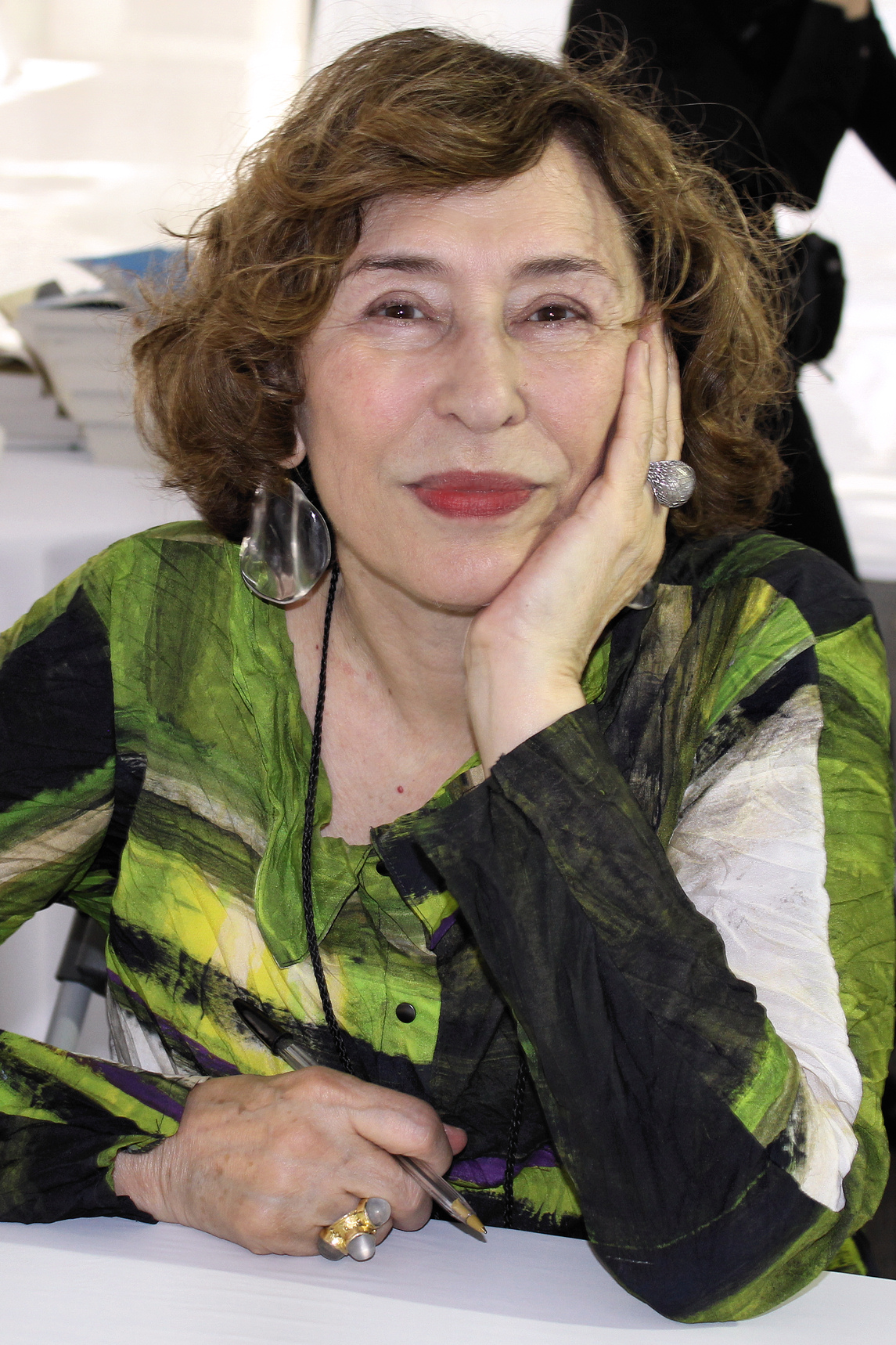
Azar Nafisi en 2015.

Lire Lolita à Téhéran relate une partie de la vie d'Azar Nafisi, les années suivant son retour en Iran pendant la révolution (1978-1981) et sa vie sous le gouvernement oppressant de la République islamique d'Iran, jusqu'à son départ en 1997. Nafisi raconte ses cours à l'université de Téhéran après 1979, son refus de se soumettre à la règle du port du voile et son expulsion ultérieure de l'université, sa vie pendant la guerre Iran-Irak (1980-1988), son retour à l'enseignement à l'université d'Allameh Tabataba'i, sa démission et enfin la formation de son club de lecture (1995-1997) avant de prendre sa décision d'émigrer aux États-Unis. Les événements historiques sont entrelacés avec les histoires des membres du club de lecture composé de sept de ses étudiantes qui se réunissent chaque semaine chez Nafisi pour discuter d'œuvres de la littérature anglophone dont Nafisi est spécialiste, y compris la controversée Lolita.

### Structure
Le livre est divisé en quatre chapitres: « Lolita », « Gatsby », « James » et « Austen ».
« Lolita » se concentre sur Nafisi alors qu'elle démissionne de l'université d'Allameh Tabataba'i et commence son cours de littérature privé avec ses étudiantes Mahshid, Yassi, Mitra, Nassrin, Azin, Sanaz et Manna. Elles ne discutent pas seulement de Lolita, mais aussi des Mille et Une Nuits et de l'Invitation au supplice. Les thèmes principaux sont l'oppression, les geôliers comme les gardiens de la révolutions qui tentent d'affirmer leur autorité à travers certains événements tels que des absences qui tournent mal et un condamné en fuite.
« Gatsby » se déroule environ 11 ans avant « Lolita », au moment même où la révolution iranienne commence. Le lecteur apprend comment les rêves de certains Iraniens, y compris ceux de l’auteur, ont été brisés par l’imposition de nouvelles lois par le gouvernement. Un étudiant de Nafisi, M. Nyazi, conteste l'étude du roman, affirmant qu'il cautionne l'adultère. Chronologiquement, c'est la première partie de l'histoire de Nafisi. Dans cette partie sont abordées les œuvres de Gatsby le Magnifique et de Mike Gold. Le lecteur fait plus ample connaissance avec Nassrin.
« James » se déroule juste après « Gatsby », lorsque la guerre Iran-Irak commence et que Nafisi est renvoyée de l'université de Téhéran avec quelques autres professeurs. Le voile devient obligatoire et elle affirme que le gouvernement veut contrôler les professeurs à l'esprit libéral. Nafisi rencontre l'homme qu'elle appelle son « magicien », apparemment un universitaire littéraire qui s'est retiré de la vie publique au moment de la révolution. Daisy Miller et Washington Square sont les principales œuvres évoquées. Nassrin réapparaît après avoir passé plusieurs années en prison.
« Austen » succède à « Lolita » alors que Nafisi envisage de quitter l'Iran et que les filles discutent de divers thèmes comme le mariage, les hommes et le sexe. Le seul véritable flashback (sans compter le contexte historique) concerne la façon dont les filles et Nafisi ont joué avec l'idée de créer une société Dear Jane. Alors qu'Azin doit faire face à un mari violent et que Nassrin envisage de partir pour l'Angleterre, le magicien de Nafisi lui rappelle de ne pas imputer tous ses problèmes à la République islamique. Orgueil et Préjugés, bien que le sujet principal, est davantage utilisé pour renforcer les thèmes de l'aveuglement et de l'empathie.

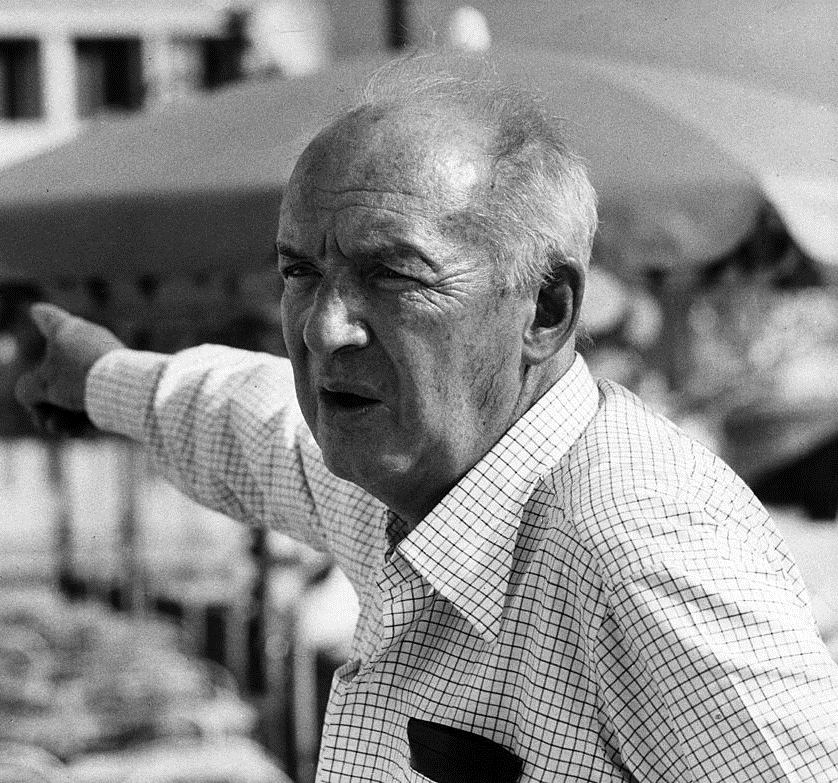
Vladimir Nabokov, auteur de Lolita.

Nafisi affirme que le chapitre Gatsby parle du rêve américain, du rêve iranien de révolution et de la façon dont il a été brisé selon elle ; le chapitre James parle de l'incertitude et de la façon dont les mentalités totalitaires détestent l'incertitude ; et Austen parle du choix des femmes, une femme au centre du roman disant non à l'autorité de ses parents, de la société, et acceptant une vie de pauvreté extrême afin de faire son propre choix.
Tout au long du livre, Nafisi aborde la question de ce qu’est un héros et un méchant dans la littérature. Chaque section indépendante du livre examine les notions d'héroïsme et de méchanceté en reliant des personnages de livres tels que Invitation au supplice ou Gatsby le Magnifique à d'autres. La base de sa définition de l'héroïsme et de la méchanceté est le lien entre les personnages qui sont « aveugles aux problèmes des autres » comme Humbert Humbert dans Lolita et les personnages qui peuvent faire preuve d'empathie. Ce thème est étroitement lié à celui de l’oppression et de l'aveuglement.

## Titre
Le titre fait référence au roman Lolita de Vladimir Nabokov, une histoire sur un homme d'âge moyen qui a une relation sexuelle avec une fille pubère de 12 ans. Lolita est utilisée par l'auteur comme une métaphore de la vie en République islamique d'Iran. Bien que le livre précise que la métaphore n’est pas allégorique (p. 35) Nafisi veut établir des parallèles entre « victime et geôlier » (p. 37). L'auteur sous-entend que, comme le personnage principal de Lolita, le gouvernement islamique nouvellement formé en Iran impose son propre « rêve à notre réalité, nous transformant en ses produits d'imagination ». Dans les deux cas, le protagoniste commet le « crime de « solipsiser » la vie d'une autre personne ».

## Contexte et thématiques

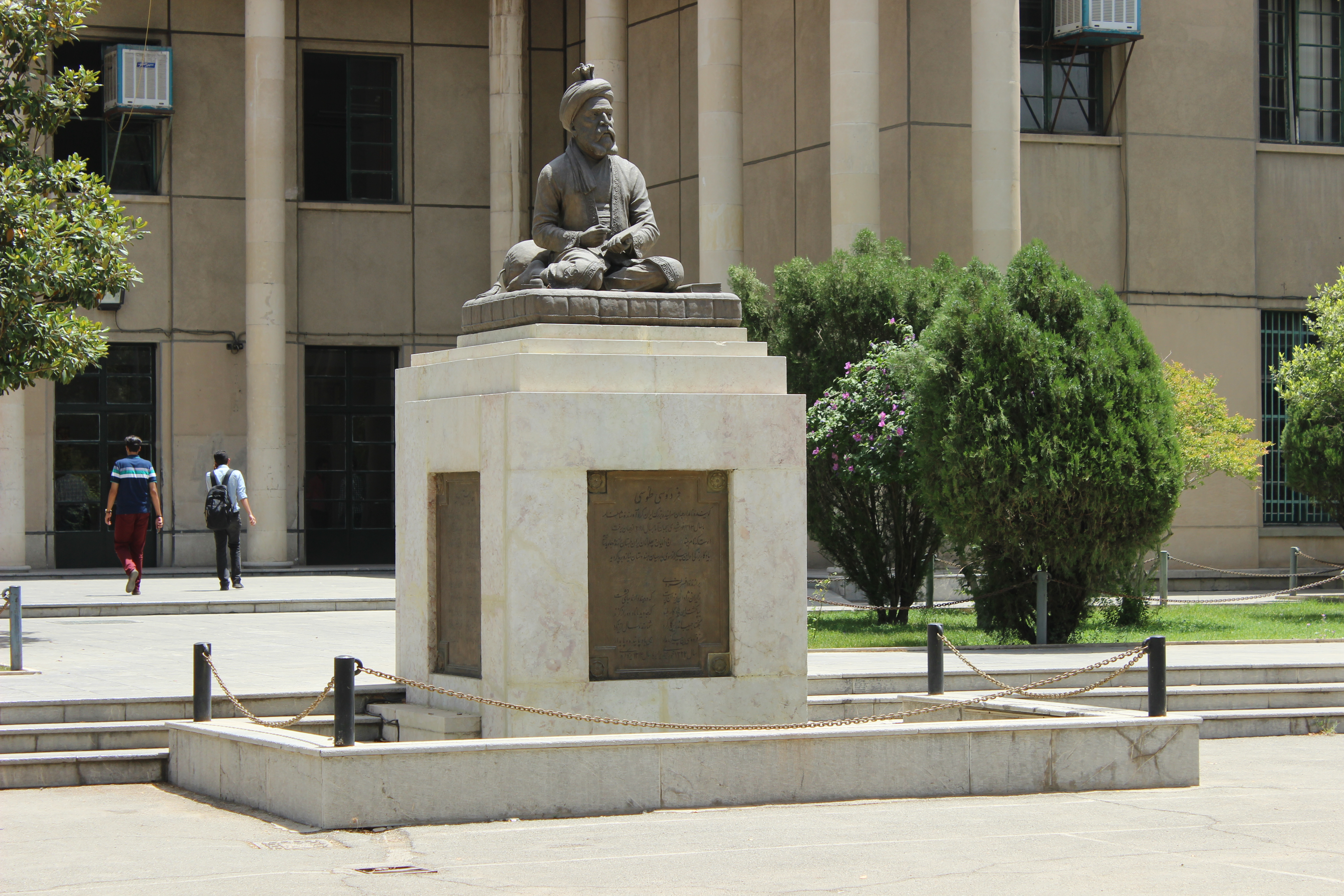
Statue de Ferdowsi devant la faculté de littérature de l'université de Téhéran.

Le récit de Nafisi revient sur les premiers jours de la révolution, lorsqu'elle a commencé à enseigner à l'université de Téhéran au milieu du tourbillon de protestations et de manifestations. En 1980, Nafisi raconte avoir été renvoyée de l'université de Téhéran pour avoir refusé de porter le voile. Elle poursuit ensuite une carrière d'écrivaine indépendante, a deux enfants et, après une longue interruption de l'enseignement, reprend un emploi à temps plein à l'université Allameh Tabataba'i en tant que professeur de littérature.
Le livre aborde également des questions concernant la politique de l’Iran pendant et après la révolution iranienne, la guerre Iran-Irak et la société iranienne en général. Dans un cas, par exemple, les étudiants de Nafisi ridiculisent les soldats iraniens qui ont servi et sont morts pendant la guerre Iran-Irak. Elle écrit : « [Les étudiants] se moquaient de l'étudiant décédé et riaient. Ils plaisantaient en disant que sa mort était un mariage fait au paradis – lui et ses camarades ne disaient-ils pas que leur seul bien-aimé était Dieu ? »
Nafisi décrit également les restrictions de sa liberté et les raisons pour lesquelles elle doit quitter l'université de Téhéran en 1981 : « Je lui ai dit que je ne voulais pas porter le voile en classe. Ne le portais-je pas, me demanda-t-elle, à chaque fois que je sortais ? Ne le portais-je pas à l'épicerie et dans la rue ? Il me semblait que je devais constamment rappeler aux gens que l'université n'était pas une épicerie. » Après avoir fait un compromis et accepté le voile, Nafisi revient au monde universitaire et reprend sa carrière dans les universités iraniennes jusqu'en 1995.
La question du voile dans la société iranienne est un thème récurrent du livre. Selon Nafisi : « Mon obsession constante pour le voile m'avait poussée à acheter une robe noire très ample, aux manches longues et amples, comme un kimono. J'avais pris l'habitude de rentrer mes mains dans les manches et de faire comme si je n'avais pas de mains ». Selon elle, le foulard est le symbole de l’oppression au lendemain de la révolution. En évoquant les funérailles de Khomeini, elle écrit que « le jour où les femmes ne porteraient plus le foulard en public serait le véritable jour de sa mort et la fin de sa révolution. » Le 7 mars 1979, l'ayatollah Khomeini a décrété que les femmes iraniennes doivent respecter le code vestimentaire islamique. Avant cette révolution, les femmes iraniennes n’étaient pas obligées de porter le voile depuis près de 60 ans ; au contraire, les femmes qui portaient le foulard étaient interdites d’accès à la plupart des universités et ne pouvaient pas travailler comme employées du gouvernement.
Bien que Nafisi critique le gouvernement iranien, elle appelle également à l’autocritique. Dans son discours au Festival national du livre de 2004, elle a déclaré : « Il est erroné de rejeter toute la responsabilité sur le régime islamique ou… sur les fondamentalistes islamiques. Il est important d'enquêter et de voir ce que… vous avez fait de mal pour créer cette situation ». Le 31 mars 1979, l'ayatollah Khomeini a établi la nouvelle république islamiste après un référendum où 98% de la population a voté pour l'instauration d'une république.

## Réception

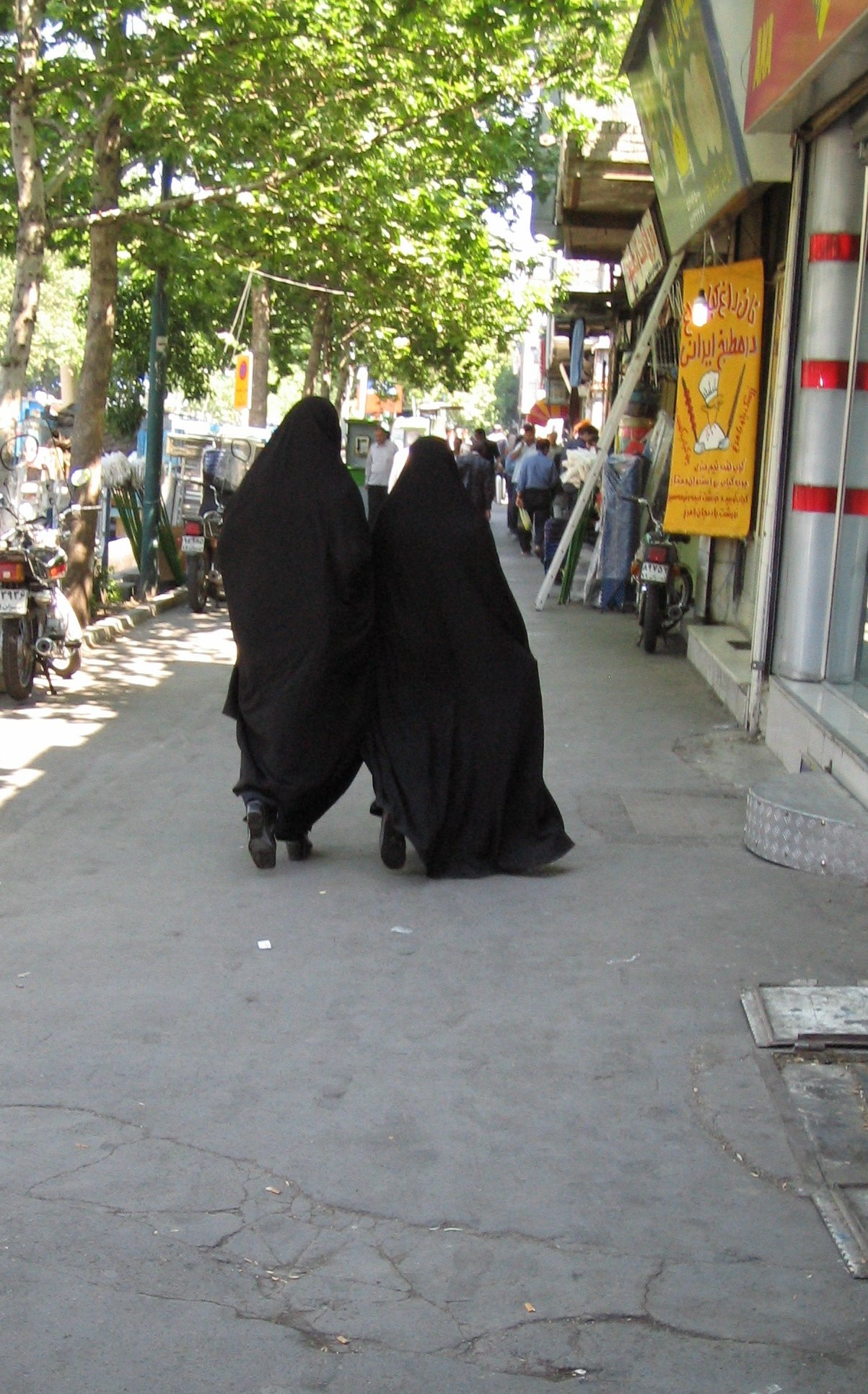
Femmes dans les rues de Téhéran en 2005.

### En Iran
Au New York Times, Nafisi déclare que « les gens de mon pays ont dit que le succès du livre était dû à une conspiration sioniste et à l'impérialisme américain, et d'autres m'ont critiqué pour avoir lavé notre linge sale devant l'ennemi.» 

### Dans les médias occidentaux
Les mémoires de Nafisi sur sa vie pendant la révolution et les années qui ont suivi suscitent de nombreuses réactions de toutes parts, du magazine libertarien Reason au magazine conservateur American Enterprise, en passant par le journal libéral Nation. La plupart des critiques saluent le courage de contestation de Nafisi face aux nouvelles règles du gouvernement islamiste. D’autres, en revanche, mettent l’accent sur la situation et les difficultés des femmes dans l’Iran contemporain. Certaines critiques négatives, entre autres, sont apparues dans le magazine néoconservateur Commentary. Dans le numéro de juillet/août 2003 de Bookmarks, le livre reçoit 3,5 étoiles sur 5.
Les critiques positives incluent souvent la représentation de la grande littérature dans le livre. Par exemple, Margaret Atwood, dans sa critique parue dans le magazine Amnesty, qualifie cette lecture de « passionnante », tandis que Heather Hewett, du Christian Science Monitor, souligne la « défense passionnée de la littérature » du livre, qui « rétrogradera auprès de tous ceux qui aiment les livres ou qui souhaitent (ou ont besoin) qu'on leur rappelle l'importance des livres ». De nombreux commentaires et critiques soulignent l'importance de la littérature comme moyen de se réfugier face à la tyrannie et à l'oppression, donnant ainsi foi à la voix de chaque individu. Selon eux, l’influence de ce livre est double. Tout d’abord, il sert de source de réconfort aux lecteurs en difficulté. Deuxièmement, le livre décrit la manière dont la littérature parle aux lecteurs en fonction des particularités de leurs circonstances et de leurs lieux.
Dans un article critique publié dans la revue universitaire Comparative American Studies intitulé « Lire Azar Nafisi à Téhéran » (titre original: Reading Azar Nafisi in Tehran), le professeur Seyed Mohammad Marandi, directeur du département d'études nord-américaines de l'université de Téhéran, soutient que « Nafisi confirme constamment ce que les représentations orientalistes ont régulièrement affirmé » et affirme qu'elle « a produit de grossières fausses représentations de la société iranienne et de l'islam et qu'elle utilise des citations et des références qui sont inexactes, trompeuses, voire totalement inventées. » 
Fatemeh Keshavarz, directrice du Centre Roshan pour les études persanes à l'université du Maryland et créatrice de Windows on Iran, a intitulé son analyse de la culture iranienne Jasmine and Stars : Reading more than Lolita in Tehran, en réponse à ce qu'elle considérait comme un orientalisme systématique dans le livre de Nafisi.

### Polémique avec Hamid Dabashi
L'un des critiques les plus actifs et les plus impitoyables envers Nafisi est le professeur de l'université Columbia, Hamid Dabashi, qui, avec d'autres critiques, affirme que Nafisi exprime des sentiments néoconservateurs. Ils déclarent que son livre a influencé l’implication des États-Unis en Iran en particulier et les objectifs de politique étrangère du président Bush en général. Dans son essai critique du 1er juin 2006, « Les informateurs autochtones et la construction de l'empire américain » (Native informers and the making of the American empire), publié dans la version anglophone de l'hebdomadaire égyptien Al-Ahram Dabashi écrit : « En cherchant à recycler une version kaffeeklatsch de la littérature anglophone comme fondement idéologique de l'empire américain, Lire Lolita à Téhéran rappelle les projets coloniaux les plus pestiférés des Britanniques en Inde, lorsque, par exemple, en 1835, un officier colonial comme Thomas Macaulay décrétait : « Nous devons faire de notre mieux pour former une classe qui puisse servir d'interprètes entre nous et les millions de personnes que nous gouvernons, une classe de personnes indiennes de sang et de couleur, mais anglaises de goût, d'opinions, de mots et d'intellect. » Azar Nafisi est la personnification de cet informateur autochtone et agent colonial, peaufinant ses services pour une version américaine du même projet. »
Dans une interview ultérieure avec Z Magazine, Dabashi compare Nafisi à l'ancien soldat américain Lynndie England, qui a été reconnu coupable d'avoir torturé des prisonniers irakiens à Abou Ghraib.
Dabashi et plusieurs autres chercheurs affirment également que la manière dans la représentation simpliste de la société iranienne et la présentation des femmes afghanes comme des victimes sans défense soutiennent l’élan en faveur de l’intervention américaine au Moyen-Orient.

### Réponses de Nafisi et ses soutiens
Nafisi répond aux critiques de Dabashi en déclarant qu'elle n'est pas, comme le prétend Dabashi, une néoconservatrice, qu'elle s'oppose à la guerre en Irak et qu'elle s'intéresse davantage à la littérature qu'à la politique. Dans une interview, Nafisi déclare qu'elle n'a jamais plaidé en faveur d'une attaque contre l'Iran et que la démocratie, lorsqu'elle viendra, doit venir du peuple iranien (et non d'une intervention militaire ou politique américaine). Elle ajoute que, même si elle est prête à s'engager dans une « discussion sérieuse… un débat polarisé ne vaut pas la peine que je m'y attarde ». De plus, elle précise qu'elle n'a pas répondu directement à Dabashi, car « il ne faut pas se rabaisser et commencer à insulter ».
Ali Banuazizi, codirecteur du programme d'études sur le Moyen-Orient du Boston College, déclare que l'article de Dabashi est « excessif » et qu'il « ne mérite pas l'attention » qu'il a reçue. Marty Peretz, un écrivain de The New Republic, défend également Nafisi contre les affirmations de Dabashi, demandant rhétoriquement « Sur quel genre de faculté [le président de l'université Columbia] Lee Bollinger préside-t-il ? » Christopher Shea du Boston Globe soutient que même si Dabashi utilise « plusieurs milliers de mots... à éviscérer le livre », son point principal ne porte pas sur le texte lui-même mais plutôt sur le portrait en noir et blanc de l'Iran dans le livre. Dans un article publié sur Slate, Gideon Lewis-Kraus décrit l'article de Dabashi comme « un pastiche incohérent de sentiment pacifiste standardisé, d'interprétation stratégique erronée et de calomnie puérile ». Robert Fulford critique vivement Dabashi dans le National Post, affirmant que « le cadre de référence de Dabashi oscille entre Joseph Staline et Edward Saïd. Tel un stalinien, il tente de convertir la culture en politique, premier pas vers le totalitarisme . Comme feu Edward Saïd, il qualifie chaque pensée qui lui déplaît d'exemple d'impérialisme, exprimant le désir d'hégémonie de l'Occident sur les nations opprimées (même riches en pétrole) du tiers-monde. En imitant les attitudes de Saïd, Dabashi déploie des clichés douloureux. »
Firoozeh Papan-Matin, directrice des études persanes et iraniennes à l' université de Washington à Seattle, critique également la catégorisation de Nafisi par Dabashi, affirmant que l'accusation de Dabashi selon laquelle Nafisi promeut une « vision du monde kaffeeklatsch... ignore cruellement les conditions sociales et politiques extrêmes qui ont forcé Nafisi à la clandestinité ». Papan-Matin a également soutenu que « l'attaque de Dabashi sur la question de savoir si Nafisi est une collaboratrice des [États-Unis] » n'était pas pertinente pour les questions légitimes posées dans le livre.

## Œuvres citées
Dans les pages de garde se trouve une liste des œuvres qui sont abordés tout au long de Lire Lolita à Téhéran. Il s'agit, par ordre alphabétique de l'auteur :
- Baghdad Diaries de Nuha al-Radi
- Le Tueur aveugle de Margaret Atwood
- Emma, Mansfield Park and Orgueil et Préjugés de Jane Austen
- L'hiver du doyen et Le cœur à bout de souffle de Saul Bellow
- Les Hauts de Hurlevent d'Emily Brontë
- Alice au pays des merveilles de Lewis Carroll
- Sous les yeux de l'Occident de Joseph Conrad
- Quatre Quatuors de T. S. Eliot
- Shamela et Histoire de Tom Jones, enfant trouvé de Henry Fielding
- Gatsby le magnifique de F. Scott Fitzgerald
- Madame Bovary de Gustave Flaubert
- Le Journal d'Anne Frank d'Anne Frank
- Les Ambassadeurs, Daisy Miller et Washington Square de Henry James
- La Colonie pénitentiaire et Le Procès de Franz Kafka
- Le Grand escroc de Herman Melville
- Lolita, Invitation au supplice et Pnine de Vladimir Nabokov
- The Country of the Pointed Firs de Sarah Orne Jewett
- Mon oncle Napoléon de Iraj Pezeshkzad
- The Language Police de Diane Ravitch
- The Net of Dreams de Julie Salamon
- Persepolis de Marjane Satrapi
- Les Mille et une nuits
- Les Émigrants : quatre récits illustrés de W.G. Sebald
- La Mémoire des pierres de Carol Shields
- The Engineer of Human Souls de Josef Škvorecký
- Intentions suspectes et Le bel âge de Miss Brodie de Muriel Spark
- La Conscience de Zeno de Italo Svevo
- Inconnu à cette adresse de Katherine Kressman Taylor
- Rappel à Memphis de Peter Taylor
- Les Aventures de Huckleberry Finn de Mark Twain
- Quand nous étions grands et Saint Lendemain de Anne Tyler
- La tante Julia et le scribouillard de Mario Vargas Llosa

## Adaptations

### Opéra
En février 2011 a eu lieu la première d'un concert d'un opéra basé sur Lire Lolita à Téhéran à l'école de musique de l'université du Maryland avec une musique de la doctorante Elisabeth Mehl Greene et un livret co-écrit par la poétesse irano-américaine Mitra Motlagh. Azar Nafisi a été étroitement impliqué dans le développement du projet et a participé à une séance de questions-réponses avec le public après la première.

### Cinéma
En 2024, le réalisateur Eran Riklis adapte le livre au cinéma avec Golshifteh Farahani dans le rôle de Azar Nafisi,.